# Orde de l'Àliga Alemanya
L'Orde de l'Àliga Alemanya (Verdienstorden vom Deutschen Adler) era una condecoració alemanya creada únicament per honorar personalitats estrangeres, així com els serveis diplomàtics alemanys. No hi havia uns requeriments específics per rebre-la, sinó que era atorgada amb finalitats diplomàtiques. Va ser instaurada per Adolf Hitler l'1 de maig de 1937.
Té la curiositat que és l'única condecoració nazi on hi ha graus:
Els graus originals de 1936 eren:
1. Gran Creu (Grosskreuz des Ordens vom Deutsche) – lluïa l'estrella de 8 puntes i la insígnia penjada en una banda que penjava de l'espatlla dreta i es lligava a l'esquerra.
2. Orde amb Estrella (Verdienstkreuz mit Stern des Ordens vom Deutschen Adler) – lluïa l'Estrella de 6 puntes i la insígnia penjant del coll
3. Orde de 1a Classe (Verdienstkreuz des Ordens vom Deutsche Adler erster stufe) – lluïa la insígnia penjant del coll
4. Orde de 2a Classe (Verdienstkreuz des Ordens vom Deutschen Adler zweiter stufe) – lluïa la insígnia penjant del pit
5. Orde de 3a Classe (Verdienstkreuz des Ordens vom Deutschen Adler dritter stufe) – lluïa la insígnia penjant d'un galó sobre el pit.
6. Medalla al Mèrit (Deutsche Verdienst Medaille) – lluïa la medalla penjant d'un galó sobre el pit.

Si bé Hitler menyspreava aquesta cortesia, que considerava antiquada, va haver de respectar aquest format internacional per a la seva condecoració diplomàtica, i els graus eren concedits d'acord amb el càrrec de la personalitat que la rebia: les medalles eren atorgades als sots-oficials militars i als rangs baixos de la diplomàcia, així com als treballadors que servissin al Reich, els oficials rebien l'Orde de 2a Classe, els oficials superiors l'Orde de 1a Classe, els generals l'Orde amb Estrella i els Caps d'Estat i els Mariscals rebien la Gran Creu.
El 1939 es realitza la primera modificació: el 24 d'abril s'autoritza la inclusió d'un grau especial: la Gran Creu de l'Orde de l'Àliga Alemanya en Or (Goldenes Grosskreuz des Deutschen Adlerordens). El primer a rebre-la va ser el Ministre d'Assumptes Exteriors, Constantin von Neurath, i immediatament la rebé el seu successor al càrrec, Joachim von Ribbentrop. A més, es va crear un grau extraordinari, la Gran Creu en Or i Diamants (Goldenes Grosskreuz des Deutschen Adlerordens mit Brillanten), atorgada al Duce italià, Benito Mussolini. Hitler designà aquest grau com la condecoració més alta del Tercer Reich.
No obstant això, el 27 de desembre de 1943 l'Orde tornà a sofrir una revisió, però en aquest cas tots els graus van ser revisats: 
1. Gran Creu de l'Orde de l'Àliga Alemanya en Or (Goldenes Grosskreuz des Deutschen Adlerordens) – sense alteració
2. Gran Creu de l'Orde de l'Àliga Alemanya (Grosskreuz des Deutschen Adlerordens) – sense alteració
3. Orde de l'Àliga Alemanya de 1a (Deutsche Adlerorden, Erste Stufe) – lluïa l'Estella de 8 puntes i la insígnia en banda. Per diferenciar-se de la classe Gran Creu, les àligues són de plata. La banda porta una franja central blanca.
4. Orde de l'Àliga Alemanya de 2a (Deutsche Adlerorden, Zweite Stufe) – lluïa l'Estrella de 6 puntes i la insígnia penjant del coll. Curiosament, es podia atorgar el conjunt sencer o cada peça per separat.
5. Orde de l'Àliga Alemanya de 3a (Deutsche Adlerorden, Dritte Stufe) – lluïa la insígnia penjant del coll
6. Orde de l'Àliga Alemanya de 4a (Deutsche Adlerorden, Vierte Stufe) – lluïa la insígnia penjant del pit.
7. Orde de l'Àliga Alemanya de 5a (Deutsche Adlerorden, Fünfte Stufe) – lluïa la insígnia penjant del pit mitjançant una cinta.
8. Medalla al Mèrit de Plata (Silberne Verdienstmedaille)
9. Medalla al Mèrit de Bronze (Bronzene Verdienstmedaille)

Tots els nous rangs podien afegir les espases.
Les condecoracions es lliuraven dins d'una caixa de cuir vermell, a la tapa de la qual apareixia impresa l'Àliga del Reich en daurat. El nom de la condecoració apareixia imprès dins de la caixa. Les medalles de classe bronze es lliuraven dins d'un sobre. A més, es lliurava un diploma acreditatiu de la condecoració.
Entre els receptors de la Gran Creu de l'Orde de l'Àliga Alemanya en Or estaven: 
- el Mariscal Ion Antonescu de Romania
- el Rei Boris III de Bulgària
- el Comte Galeazzo Ciano di Cortellazzo (Itàlia)
- el Generalísimo Francisco Franco (Espanya)
- l'Almirall Nicolas Horthy d'Hongria
- el President de Finlàndia Risto Ryti
- el Mariscal de Finlàndia Gustaf Mannerheim
- l'Ambaixador japonès a Alemanya, Hiroshi Oshima

Pel seu costat, Henry Ford va ser condecorat amb la Gran Creu de l'Orde el 30 de juliol de 1938, amb motiu del seu 75è aniversari; el pilot Charles Lindbergh va rebre l'Orde amb Estrella el 19 d'octubre de 1938, o James Mooney, cap Executiu per a Ultramar de General Motors, que va rebre l'Orde de 1a Classe.

## Disseny
- La insígnia: Una creu de Malta clàssica, en esmalt blanc i amb les vores amb daurat. Entre els braços de la creu hi ha una àliga amb l'esvàstica
- L'Estrella: 
  - Classe Gran Creu d'or: una estrella de 8 puntes de 90mm en raigs d'or, amb la insígnia al mig
  - Classe Gran Creu i 1a classe: una estrella de 8 puntes de 80mm en raigs d'or, amb la insígnia al mig
  - 2a Classe: una estrella de 6 puntes de 75mm en raigs de plata, amb la insígnia al mig
- La medalla: una medalla de 38mm de diàmetre de plata. Sobre l'anvers apareix impresa la insígnia, i al revers apareix la inscripció DEUTSCHE VERDIESNT MEDAILLE en lletra gòtica.

El 20 d'abril de 1939 es va autoritzar la introducció d'espases per a tots els rang. Aquestes apareixien al centre de la creu.
La cinta és vermella, i als costats hi ha una franja blanca amb una franja negra que ocupa el terç central. Després de la reforma de l'orde el 1943, s'afegí una franja blanca al centre.